# 约翰·巴普蒂斯特·施保尔
约翰·巴普蒂斯特·施保尔（德語：Johann Baptist Spaur，1777年10月10日—1852年11月1日），奥地利的政治家、外交官，曾担任伦巴底地区总督。1848年因为“米兰五日”被迫辞职。